# Liste des cathédrales de l'Émilie-Romagne
Cet article recense les cathédrales de Émilie-Romagne en Italie.

## Généralités
Les cathédrales d'Émilie-Romagne sont des édifices de l'Église catholique. Administrativement, la région est couverte par la région ecclésiastique d'Émilie-Romagne, qui compte quatre archidiocèses (Bologne, Ferrare-Comacchio, Modène-Nonantola et Ravenne-Cervia) et onze diocèses (Carpi, Cesena-Sarsina, Faenza-Modigliana, Fidenza, Forlì-Bertinoro, Imola, Parme, Plaisance-Bobbio, Reggio d'Émilie-Guastalla, Rimini et Saint-Marin-Montefeltro)
Au total, l'Émilie-Romagne compte quinze cathédrales et neuf cocathédrales. On y dénombre également plusieurs anciennes cathédrales, c'est-à-dire des édifices qui ont par le passé accueilli le siège d'un évêché mais qui l'ont perdu ultérieurement.

## Liste

### Cathédrales
| Édifice                                      | Commune         | Province        | Juridiction               | Notes | Coordonnées                       | Illus. |
| -------------------------------------------- | --------------- | --------------- | ------------------------- | --- | --------------------------------- | ------ |
| Saint-Pierre-Apôtre                          | Bologne         | Bologne         | Bologne                   | Basilique mineure | 44° 29′ 45″ nord, 11° 20′ 34″ est |        |
| Saint-Cassien-Martyr                         | Imola           | Bologne         | Imola                     | Basilique mineure | 44° 21′ 13″ nord, 11° 42′ 39″ est |        |
| Saint-Georges                                | Ferrare         | Ferrare         | Ferrare-Comacchio         | Basilique mineure, inscrite au patrimoine mondial, incluse dans le bien « Ferrare, ville de la Renaissance, et son delta du Pô » | 44° 50′ 09″ nord, 11° 37′ 11″ est |        |
| Saint-Jean-Baptiste                          | Cesena          | Forlì-Cesena    | Cesena-Sarsina            | Basilique mineure | 44° 08′ 15″ nord, 12° 14′ 43″ est |        |
| Sainte-Croix                                 | Forlì           | Forlì-Cesena    | Forlì-Bertinoro           | Basilique mineure | 44° 13′ 26″ nord, 12° 02′ 16″ est |        |
| Notre-Dame-de-l'Assomption                   | Carpi           | Modène          | Carpi                     | Basilique mineure | 44° 47′ 05″ nord, 10° 53′ 10″ est |        |
| Notre-Dame-de-l'Assomption                   | Modène          | Modène          | Modène-Nonantola          | Basilique mineure, inscrite au patrimoine mondial, incluse dans le bien « Cathédrale, Torre Civica et Piazza Grande, Modène »    | 44° 38′ 47″ nord, 10° 55′ 31″ est |        |
| Saint-Domnin                                 | Fidenza         | Parme           | Fidenza                   | | 44° 51′ 59″ nord, 10° 03′ 27″ est |        |
| Assomption-de-Notre-Dame                     | Parme           | Parme           | Parme                     | Basilique mineure | 44° 48′ 12″ nord, 10° 19′ 51″ est |        |
| Sainte-Justine-et-Notre-Dame-de-l'Assomption | Plaisance       | Plaisance       | Plaisance-Bobbio          | Basilique mineure | 45° 03′ 01″ nord, 9° 41′ 51″ est  |        |
| Saint-Pierre-Apôtre                          | Faenza          | Ravenne         | Faenza-Modigliana         | Basilique mineure | 44° 17′ 10″ nord, 11° 53′ 03″ est |        |
| Résurrection-de-Notre-Seigneur               | Ravenne         | Ravenne         | Ravenne-Cervia            | Basilique mineure | 44° 24′ 56″ nord, 12° 11′ 48″ est |        |
| Assomption-de-la-Sainte-Vierge               | Reggio d'Émilie | Reggio d'Émilie | Reggio d'Émilie-Guastalla | | 44° 41′ 51″ nord, 10° 37′ 52″ est |        |
| Saint-Léon                                   | Pennabilli      | Rimini          | Saint-Marin-Montefeltro   | | 43° 49′ 02″ nord, 12° 15′ 55″ est |        |
| Sainte-Colombe-de-Sens                       | Rimini          | Rimini          | Rimini                    | Basilique mineure | 44° 03′ 36″ nord, 12° 34′ 13″ est |        |

### Cocathédrales
| Édifice                                 | Commune    | Province        | Juridiction               | Notes                        | Coordonnées                       | Illus. |
| --------------------------------------- | ---------- | --------------- | ------------------------- | ---------------------------- | --------------------------------- | ------ |
| Saint-Cassien-Martyr                    | Comacchio  | Ferrare         | Ferrare-Comacchio         | Basilique mineure            | 44° 41′ 45″ nord, 12° 10′ 56″ est |        |
| Sainte-Catherine                        | Bertinoro  | Forlì-Cesena    | Forlì-Bertinoro           |                              | 44° 08′ 56″ nord, 12° 08′ 01″ est |        |
| Saint-Étienne                           | Modigliana | Forlì-Cesena    | Faenza-Modigliana         |                              | 44° 09′ 30″ nord, 11° 47′ 28″ est |        |
| Très-Sainte-Annonciation-et-Saint-Vicin | Sarsina    | Forlì-Cesena    | Cesena-Sarsina            | Basilique mineure            | 43° 55′ 08″ nord, 12° 08′ 37″ est |        |
| Saint-SylvestreIer                      | Nonantola  | Modène          | Modène-Nonantola          | Ancienne abbaye territoriale | 44° 40′ 41″ nord, 11° 02′ 36″ est |        |
| Assomption-de-Notre-Dame                | Bobbio     | Plaisance       | Plaisance-Bobbio          |                              | 44° 46′ 02″ nord, 9° 23′ 15″ est  |        |
| Saint-Pierre                            | Cervia     | Ravenne         | Ravenne-Cervia            |                              | 44° 15′ 39″ nord, 12° 20′ 57″ est |        |
| Saints-Pierre-et-Paul                   | Guastalla  | Reggio d'Émilie | Reggio d'Émilie-Guastalla |                              | 44° 55′ 22″ nord, 10° 39′ 13″ est |        |
| Saint-Léon                              | San Leo    | Rimini          | Saint-Marin-Montefeltro   |                              | 43° 53′ 49″ nord, 12° 20′ 33″ est |        |

### Anciennes cathédrales
| Édifice                          | Commune   | Province        | Notes                                                   | Coordonnées                       | Illus. |
| -------------------------------- | --------- | --------------- | ------------------------------------------------------- | --------------------------------- | ------ |
| Notre-Dame-de-l'Assomption       | Codigoro  | Ferrare         | Ancienne abbaye territoriale                            | 44° 49′ 55″ nord, 12° 10′ 33″ est |        |
| Saint-Georges-hors-les-Murs (it) | Ferrare   | Ferrare         | Ancienne cathédrale du diocèse de Ferrare jusqu'en 1135 | 44° 49′ 18″ nord, 11° 37′ 41″ est |        |
| Saint-Léon (it)                  | Voghiera  | Ferrare         | Hamuea de Voghenza (it)                                 | 44° 45′ 58″ nord, 11° 45′ 00″ est |        |
| Nativité-de-Marie (it)           | Brescello | Reggio d'Émilie | Cathédrale de l'ancien diocèse de Brescello (it)        | 44° 54′ 03″ nord, 10° 30′ 57″ est |        |